# Николай Владов
Николай Петков Владов-Шмиргела (1911 – 1999) е български скулптор, художник, илюстратор, критик и театрален деец. Един от активните творци от 30-те години на 20 век във всички области на изкуството.

## Биография
Роден е на 4 септември 1911 г. в Шумен. Следва право в Софийския университет и едновременно с това в Художествената академия.
Член е на Дружеството на новите художници (1931) и негов секретар в продължение на 8 години. Карикатурист във вестниците „РЛФ“ (1931) и „Български запад“ (1942). Живописец от 1933, скулптор от 1934 г. Автопортрет (1970).
Директор на Националната художествена галерия, създател на постоянната изложба на икони в криптата към храм-паметника „Св. Александър Невски“.
Скулптурното ателие на художника, в което работи през последните 30 години от живота си, е известно сред художествено-творческата интелигенция с особената си артистична атмосфера и дух.
Автор е на труда „Скулптурата по нашите земи“ (1961) и на много статии и студии в областта на изобразителното изкуство.
Няколко години преди смъртта си напуска Съюза на българските художници.

## Творчество
Като скулптор прави множество портрети, композиции и паметници.
Създател е на монументалните творби:
- Паметник на съветската армия в Шумен (1948) в съавторство с Александър Занков и Г. Коцев,[1][3][4]
- Паметник на загиналите в съпротивата в село Първенец, Пловдивско (1969),[1]
- Паметник на Георги Димитров в Стражица (1972),[1]
- Паметник на съпротивата край гр. Белица, Благоевградско (1979),[1]
- Паметник „Септември 1923“, Ихтиман, Софийска (област) (1980) в колектив.[1]